# Радиосигнал SHGb02+14a
Радиосигнал SHGb02+14a — обнаруженный в марте 2003 года участниками проекта SETI@home и, на то время, являвшийся лучшим кандидатом на искусственное происхождение, за все время работы программы поиска внеземной жизни SETI.
Источник наблюдался три раза общей длительностью около 1 минуты на частоте 1420 МГц, на которой водород, самый распространённый элемент во Вселенной, поглощает и испускает энергию. Учёные из SETI@home изучают данную часть радиоспектра, так как некоторые астрономы утверждают, что инопланетные сигналы могут быть обнаружены именно на этой частоте.
Есть целый ряд особенностей этого сигнала, которые привели к большому скептицизму относительно его внеземного искусственного происхождения. Источник находился между созвездиями Рыб и Овна, где в пределах 1000 световых лет отсутствуют звёзды. Частота сигнала менялась очень быстро — от 8 до 37 Гц/с. Если причиной изменения частоты стал эффект Доплера, то это означало бы, что источник находится на планете, вращающейся почти в 40 раз быстрее, чем Земля (для сравнения, передатчик, установленный на Земле, менял бы частоту со скоростью около 1,5 Гц/с). Помимо этого, при первичном обнаружении сигнала каждый раз его частота соответствовала 1420 МГц, в то время как сигнал с изменяющейся частотой должен обнаруживаться на разных частотах в пределах её колебания.
Исследователи предполагают, что сигнал может быть неизвестным космическим явлением, космическим шумом или же сбоем оборудования телескопа Аресибо, на котором был получен сигнал.